# Азарово (Ржевский район)
Азарово — деревня в Ржевском районе Тверской области, входит в состав сельского поселения «Чертолино».

## География
Деревня находится на берегу реки Сишка в 9 км на север от центра сельского поселения посёлка Чертолино и в 36 км на запад от города Ржева.  

## История
В конце XIX — начале XX века деревня входила в состав Становской волости Ржевского уезда Тверской губернии. В середине XIX века в Азарове было имение графов Потёмкиных, которым в 1860 году принадлежало 180 душ крестьян, 2 тыс. десятин земли, водяная мельница, постоялый двор, питейное заведение. Последняя владелица поместья - Е.А. Новинская.
С 1929 года деревня являлась центром Азаровского сельсовета Ржевского района Ржевского округа Московской области, с 1935 года — в составе Калининской области, с 1994 года — центр Азаровского сельского округа, с 2005 года — в составе сельского поселения «Чертолино».
В годы Советской власти в деревне находилась центральная усадьба колхоза «Большевик».
До 2014 года в деревне действовала Зайцевская начальная общеобразовательная школа.

## Население
| 1859 | 1920 | 1997 | 2002 | 2010 |
| ---- | ---- | ---- | ---- | ---- |
| 27   | ↗43  | ↗227 | ↘183 | ↘163 |

## Инфраструктура
В деревне имеются дом культуры, отделение почтовой связи.